# Nestkäfer
Die Nestkäfer (Cholevinae) bilden eine Unterfamilie in der Familie der Leiodidae, die auch als Schwammkugelkäfer im weiteren Sinne bezeichnet werden. Die Nestkäfer sind die weitaus artenreichste Gruppe innerhalb der Leiodidae. Viele Arten bewohnen die Nester von Säugetieren, was zu ihrem deutschsprachigen Namen geführt hat.

## Merkmale
Die Nestkäfer sind sehr kleine bis mittelgroße Käfer, die eine Länge von 0,8 bis 9 Millimetern erreichen. Sie haben meist einen ovalen Körperbau und eine braune oder graue bis schwarze Färbung. Die Antennen sind elfgliedrig, das achte Antennenglied ist immer kleiner als das siebente und das neunte. Die letzten Glieder der Fühler bilden eine Keule. Bis auf wenige Ausnahmen bieten die Nestkäfer äußerlich ein relativ einheitliches Bild. Oft sind die einzelnen Arten nur schwer zu unterscheiden, beispielsweise in der Form der Antennenglieder, des Pronotums oder der Geschlechtsorgane.

## Verbreitung
Die Arten der Unterfamilie sind auf allen Kontinenten mit Ausnahme von Antarktika vertreten. Das Hauptverbreitungsgebiet liegt jedoch in der westlichen Paläarktis. Viele Käfer aus dieser Unterfamilie sind in einem kleinen Ausbreitungsgebiet endemisch, z. B. der Segeberger Höhlenkäfer, der nur aus der Kalkberghöhle von Bad Segeberg in Schleswig-Holstein bekannt ist.

## Lebensweise
Viele Arten sind Mitbewohner von Säugetiernestern und unterirdischen Bauten, darunter die Arten der Gattung Choleva. Andere sind spezialisierte Höhlenbewohner. Die Mehrheit der Arten lebt aber auf dem Boden, im Laub oder in der Streu, aber auch auf Aas, wo sie sich wahrscheinlich hauptsächlich von Pilzsporen ernähren. Die Nähe zu den verwesenden Tierkadavern war auch der Grund, warum die Gruppe bis in die erste Hälfte des 20. Jahrhunderts zu den Aaskäfern (Silphidae) gezählt wurde.

## Tribus
Die Unterfamilie der Nestkäfer umfasst derzeit mehr als 325 Gattungen und Untergattungen und wird derzeit in sieben Triben geteilt:
- Tribus Anemadini
  - Subtribus Anemadina
    - Anemadiola
    - Anemadus
    - Cholevodes
    - Speonemadus

  - Subtribus Eocatopina
  - Subtribus Eunemadina
    - Nemadiopsis
    - Falkonemadus

  - Subtribus Nemadina
  - Subtribus Paracatopina
- Tribus Cholevini
  - Subtribus Catopina
    - Apocatops
    - Apterocatops
    - Catopidius
    - Catopodes
    - Catops
    - Catoptrichus
    - Chionocatops
    - Cholevinus
    - Dreposcia
    - Dzungarites
    - Fissocatops
    - Himalops
    - Mesocatops
    - Sciodrepoides
      - Sciodrepoides watsoni

  - Subtribus Cholevina
    - Attaephilus
    - Attumbra
    - Catopsimorphus
    - Choleva
    - Fusi
    - Nargus
    - Philomessor
    - Prionochaeta
    - Takobiella
- Tribus Eucatopini
  - Eucatops
- Tribus Leptodirini
  - Subtribus Anthroherponina (28 Gattungen)
    - Anthroherpon
    - Hadesia Müller 1911

  - Subtribus Bathysciina (22 Gattungen)
  - Subtribus Bathysciotina (12 Gattungen)
  - Subtribus Leptodirina (31 Gattungen)
  - Subtribus Pholeuina (100 Gattungen)
  - Subtribus Platycholeina (1 Gattung)
  - Subtribus Spelaeobatina  (2 Gattungen)
- Tribus Oritocatipini
  -     - Afrocatops (7 Arten)
    - Chappuisiotes (1 Art)
    - Oritocatops (11 Arten)
- Tribus Ptomaphagini
  - Subtribus Baryodirina
    - Baryodirus (1 Art)

  - Subtribus Ptomaphagina
    - Acrotrychiopsis (1 Art)
    - Adelopsis (64 Arten)
    - Amplexella (2 Arten)
    - Excelsiorella (1 Arten)
    - Parapaulipalpina (3 Arten)
    - Paulipalpina (8 Arten)
    - Peckena (1 Art)
    - Ptomaphagus (7 Arten)

  - Subtribus Ptomaphaginina
    - Pandania (2 Arten)
    - Proptomaphaginus (6 Arten)
    - Ptomaphaginus (83 Arten)
    - Ptomaphaminus (22 Arten)
- Tribus Sciaphyini (1 Art)